# 梅浦精一
梅浦 精一（うめうら せいいち、嘉永5年6月13日（1852年7月29日） - 1912年（明治45年）3月17日）は明治時代の実業家。越後国長岡出身。大蔵省紙幣寮、新潟県立新潟学校教頭、内務省勧業寮を経て、東京商法会議所書記長、石川島造船所専務取締役。日本初の銀行簿記書『銀行簿記精法』訳者。

## 経歴

### 修学
嘉永5年（1852年）6月13日越後国長岡の医家に生まれた。幼名は敬助。10歳で刈羽郡南鯖石村三余塾藍沢南城に漢学を学び、13歳で長岡藩医山田到処にオランダ語初歩を学んだ。
1868年（明治元年）江戸に遊学して石井謙道に西洋医学を学び、学資が不足すると学友原田豊、岡玄卿の助けで開業医溝部有山の助手兼家僕となったが、結局医学を断念した。1868年（明治元年）から三叉学舎箕作秋坪、明治4年（1871年）から明治6年（1873年）まで共立学舎尺振八に英語を学んだ。

### 政府出仕
明治5年（1872年）大蔵省紙幣寮に出仕し、大蔵大丞渋沢栄一が設立する第一国立銀行のため、『銀行簿記精法』編纂に関わった。1873年（明治6年）新潟県庁に転じ、県令楠本正隆の下で一等訳官・県立新潟学校教頭を務め、長岡洋学校でも教えた。
1875年（明治8年）県令正隆の転任により上京し、同郷内務大丞前島密に外遊したい旨相談すると、内務省勧業寮に招かれ、1876年（明治9年）多田元吉・石河正竜とインドアッサム地方に紅茶栽培視察の通訳として派遣された。「視察上必要な場合はどちらへ行ってもよろしい」と欧州行を許されていたものの、命令の真意に気付かず、インド各地のみを回って1877年（明治10年）6月帰国してしまった。

### 実業界
1879年（明治12年）渋沢栄一により東京商法会議所書記長を任されて実業界に入り、1881年（明治14年）横浜連合生糸荷預所支配人、1882年（明治15年）東京倉庫会社・東京均融会社取締役兼支配人となった。
1885年（明治18年）渋沢の意向で東京均融の融資先石川島造船所の匿名組合員となり、病気がちの所長平野富二に代わって経営再建に務め、会計事務を監督した。1892年（明治25年）常任委員、1893年（明治26年）11月常務取締役、1896年（明治29年）専務取締役となり、造船奨励法における奨励金の重量下限引き下げを働きかけて実現したが、新設した浦賀分工場が経営不振のため浦賀船渠への売却を余儀なくされ、1902年（明治35年）5月引責辞任した。
1898年（明治31年）肺結核を患ったが、1902年（明治35年）渋沢の渡欧に同行し、やや快復した。
1909年（明治42年）7月病気を押して再び専務取締役となったが、1912年（明治45年）3月17日病没した。法名は真証院殿釈力精、墓所は谷中天王寺墓地甲9号18側。
この他、東京湾汽船社長、北越石油社長、茨城無煙炭礦取締役、白水炭礦取締役、函館鉄道社長、東京水力電気取締役、広島水力電気、宝田石油監査役、東京電力監査役、上越電気取締役、函館地所（資）業務執行社員、名古屋瓦斯取締役、函館水電監査役、神戸海上運送火災保険監査役、西戸崎地所（資）代表者、高田羽二重相談役、中央製糖監査役、小倉鉄道取締役、広島呉電力取締役、北海道瓦斯監査役、後藤毛織取締役会長、東京馬匹改良取締役、韓国殖産商会主等を務めた。

## 著書
- 『通俗英吉利単語篇』[5]
- 『英語掌中熟語箋』[6]
- 『銀行簿記精法』[7]
1872年（明治5年）国立銀行条例の制定に伴い大蔵大丞渋沢栄一が設立した第一国立銀行の会計実務のための手引書。お雇い外国人アラン・シャンドが英文で起草し、海老原済と梅浦が翻訳した。日本で初めて銀行簿記を解説し、シャンド・システムとして広まった[4]。
- 『西洋勧善夜話』[8]
- 文部省蔵版『百科全書』織工編

## 親族
- 曽祖父：梅浦周吉 - 越後国三島郡鳥越村（新潟県長岡市鳥越）庄屋小坂小右衛門弟。視覚障害のため鍼師となり、脇野、長岡、大磯に住んだ。享和元年（1801年）1月6日没[2]。
- 祖父：初代梅浦修介 - 漢方医。文政4年（1821年）没[2]。
- 父：2代梅浦脩介 - 水戸で本間棗軒に医学を学び、長岡で開業して種痘を広めた。慶応元年（1865年）1月8日没[2]。
  - 伯父：梅浦要左衛門 - 子孫は福島県喜多方市、新潟県三条市在住[2]。
- 妻：モト（茂登子） - 安政2年（1855年）8月生。埼玉県大竹又四郎長女[1]。1942年（昭和22年）4月17日没[2]。
  - 長男：梅浦脩 - 1880年（明治13年）1月生[1]。素行不良のため廃嫡。「喜多村馨」の芸名で俳優活動をしていた[9]。1957年（昭和32年）2月21日77歳で没。娘森雪子は東京都小金井市在住[2]。
  - 長女：大倉ふさ（フミ）[2] - 1874年（明治7年）12月生。日之出生命保険・宝田石油取締役大倉喜三郎妻[10]。
  - 次男：梅浦五一 - 1887年（明治20年）5月生[1]。娘真左保は東京都在住[2]。